# Got to Give It Up
A Got to Give It Up Aaliyah amerikai énekesnő második kislemeze második, One in a Million című albumáról. Marvin Gaye azonos című dalának feldolgozása. Slick Rick rappel benne. Az Egyesült Királyságban ez volt az album második kislemeze, és a 37. helyre került a slágerlistán. Az Egyesült Államokban csak 1998 decemberében jelent meg, de a rádióknak nem küldték el, csak az üzletekben volt kapható, és a slágerlistára sem került fel.
Aaliyah 2002-ben megjelent I Care 4 U című válogatásalbumára felkerült a dalnak egy remixe, melyben Slick Rick nem szerepel.
A szintén a kislemezen található No Days Go By egyike azon kevés számoknak, melyeket Aaliyah írt.

## Számlista
CD maxi kislemez
1. Got to Give It Up (Radio Edit) – 4:15
2. Got to Give It Up (TNT’s House Mix) – 6:58
3. No Days Go By – 4:41
4. Got to Give It Up (Tee’s Freeze Radio) – 3:34

Mini CD (promó)
1. Got to Give It Up (Radio Edit) – 4:15
2. No Days Go By – 4:41
3. Got to Give It Up (LP Version) – 4:39

12" maxi kislemez (USA; promó)
1. If Your Girl Only Knew (The US Remix feat. Miss Demeanour)
2. Got to Give It Up

12" maxi kislemez (USA, Egyesült Királyság)
1. Got to Give It Up (Radio Edit) – 4:15
2. Got to Give It Up (LP Version) – 4:39
3. Got to Give It Up (Tee’s Freeze Club) – 6:42
4. Got to Give It Up (TNT’s House Mix) – 6:58

12" maxi kislemez (Egyesült Királyság; promó)
„The Todd Terry Remixes”
1. Got to Give It Up (Tee’s Freeze Club Mix) – 6:42
2. Got to Give It Up (Tee’s Freeze Radio Edit) – 3:34
3. Got to Give It Up (TNT’s House Mix) – 6:58
4. Got to Give It Up (Radio Edit) – 4:15

## Helyezések
| Slágerlista (1996/1997)        | Legmagasabb helyezés |
| ------------------------------ | -------------------- |
| Brit Top 75 kislemez           | 37                   |
| Új-zélandi RIANZ kislemezlista | 34                   |